# Haitian Flavouring and Food
Foshan Haitian Flavouring and Food Company Limited («Хайтянь») — китайская пищевая корпорация, крупнейший в мире производитель соевого соуса. Также компания производит устричный соус, соус хойсин, соус барбекю, соус для хого, томатный соус, креветочную и соевую пасты, уксус, кулинарное вино, устричное масло, бульонные кубики с куриной эссенцией и куриный порошок. Штаб-квартира расположена в городе Фошань (провинция Гуандун). Haitian входит в число крупнейших компаний страны, а её совладельцы Пан Кан и Чэн Сюэ — в число богатейших миллиардеров Китая. 

## История
Магазин соусов был основан в Фошане в XVIII веке, во времена правления императора Цяньлуна. В 1955 году на его базе была создана фабрика соевого соуса Haitian. В 1995 году коллектив фабрики создал на основе предприятия акционерную компанию Haitian. Одним из крупных акционеров компании стал руководитель магазина соусов Пан Кан. В 2001 году продажи Haitian впервые превысили 1 млрд юаней. В 2007 году сотрудники выкупили контрольный пакет акций компании у городских властей Фошаня. В 2009 году продажи предприятия превысили 5 млрд юаней, а в 2010 году Haitian занимала около 20 % китайского рынка соусов. В 2014 году компания успешно вышла на Шанхайскую фондовую биржу.

## Деятельность
Основные предприятия Haitian Flavouring and Food производственной мощностью более 2 млн тонн соевого соуса в год расположены в районе Гаомин. Продукция Haitian продаётся через сеть дистрибьюторов и фирменные онлайн-магазины на сайтах Tmall, Taobao, JD.com, Suning, Vipshop, Freshhema и Bingo Box. Основными конкурентами Haitian Flavouring and Food на китайском рынке являются гонконгская компания Lee Kum Kee и японская компания Kikkoman.
По итогам 2021 года основные продажи Haitian пришлись на соевый соус (56,7 %) и устричный соус (18,1 %). Все продажи компании пришлись на внутренний рынок Китая.

### Продукция
Haitian Flavouring and Food выпускает следующие наименования продукции:
- Соевый соус (в том числе лёгкий, лёгкий с перцем чили, тёмный, тёмный грибной, сладкий, мягкий, рыбный, салатный, тэрияки, для тушения, со вкусом морепродуктов, органический и детский)
- Устричный соус (в том числе с перцем чили, морскими ушками и для фаршировки)
- Другие соусы (в том числе хойсин, барбекю, чесночный, чесночный с перцем чили, томатный, сливовый, бобовый, соус к рису, соусы с мясным вкусом, вкусом умами и вкусом морских ушек, соус для тушения)
- Соевая паста (в том числе острая и с чесноком)
- Консервированный ферментированный соевый творог
- Уксус (в том числе белый, чёрный и красный рисовый уксус, ферментированный, ароматизированный и сладкий уксус, зрелый чёрный уксус и яблочный уксус)
- Кулинарное вино (в том числе жёлтое и мягкое, со специями, имбирём и луком)
- Кунжутное масло
- Маринованные овощи (в том числе перец чили и дикий перец)
- Куриный бульон (в том числе гранулированный и экстракт)
- Куриный порошок
- Глутамат натрия
- Соевая крупа
- Напитки в алюминиевых банках

## Акционеры
Крупнейшими акционерами Haitian Flavouring and Food являются Guangdong Haitian Group (58,3 %), Пан Кан (9,57 %), Чэн Сюэ (3,17 %), Ли Сюйхуэй (1,69 %), Пань Лайцань (1,54 %), JPMorgan Chase (1,17 %), China Securities Finance Corporation (0,94 %), Лай Цзяньпин (0,83 %), Morgan Stanley (0,73 %), Хуан Вэньбяо (0,52 %), У Чжэньсин (0,48 %), China Asset Management (0,4 %), Invesco (0,37 %) и The Vanguard Group (0,19 %).